# 오스트리아 분데스리가
오스트리아 푸스발 분데스리가(독일어: Österreichische Fußball-Bundesliga)는 1974년에 시작한 오스트리아의 최상위 축구 리그이며 스폰서의 이름을 붙여  아트미랄 분데스리가로 불리고 있다. 그동안 오스트리아 리그 협회는 자국의 리그 챔피언을 UEFA 챔피언스리그에 참가시키기 위해 노력했고 2015-16 시즌이 끝난 후 UEFA 계수에서 리그 랭킹 16위를 기록하며 처음으로 UEFA 챔피언스리그 2차 예선 포트를 받았다.
리그 운영 방식은 홈 앤드 어웨이 방식으로 12개의 클럽이 경기를 치른다. 분데스리가는 정규 시즌이 끝난 후 순위에 따라 챔피언 라운드와 강등 라운드로 나눠지는 스플릿 시스템을 사용하는데 챔피언 라운드의 우승팀과 2위팀은 각각 UEFA 챔피언스리그 본선, 3차 예선에 출전할 권리가 주어지고, 3위팀과 FA컵 우승팀은 UEFA 유로파리그 플레이오프 라운드에 진출한다. 4위팀은 UEFA 유로파컨퍼런스리그 3차 예선에 진출하며, 5위팀과 강등 라운드의 1, 2위팀이 플레이오프를 통해 최종 승자가 2차예선에 진출한다. 최하위 한 팀은 다음 시즌 2부 리그인 2. 리가로 강등되고 2. 리가 우승 팀이 분데스리가로 승격된다. 대한민국의 선수로는 서정원이 오스트리아에서 뛰었다.
분데스리가의 역사에서 가장 성공적인 클럽은 빈의 두 거대 구단인 FK 아우스트리아 빈 (리그 21회 우승), SK 라피드 빈 (리그 32회 우승)이며 2000년대 중후반부터는 오스트리아 음료 회사인 레드불 유한회사의 막대한 지원을 받은 레드불 잘츠부르크가 오스트리아 분데스리가의 대표 클럽으로 자리잡았다.
현재 챔피언은 2023-24 시즌 우승을 차지한 슈투름 그라츠이다.

## 참가팀
| 구단                      | 위치         | 경기장                   | 수용인원        |
| ------------------------- | ------------ | ------------------------ | --------------- |
| 아우스트리아 클라겐푸르트 | 클라겐푸르트 | 뵈르터제 슈타디온        | 29,863          |
| 아우스트리아 빈           | 빈           | 게네랄리 아레나          | 17,656          |
| 블라우바이스 린츠         | 린츠         | 호프만 페르조날 슈타디온 | 5,595           |
| 그라츠 AK                 | 그라츠       | 메르쿠어 아레나          | 16,364          |
| LASK                      | 린츠         | 라이파이젠 아레나        | 19,080          |
| SK 라피트                 | 빈           | 알리안츠 슈타디온        | 28,000          |
| 레드불 잘츠부르크         | 발스지첸하임 | 레드불 아레나            | 17,218 (30,188) |
| 라인도르프 알타흐         | 알타흐       | 슈타디온 슈나벨홀츠      | 8,500           |
| 슈투름 그라츠             | 그라츠       | 메르쿠어 아레나          | 16,364          |
| TSV 하르트베르크          | 하르트베르크 | 프로페르틸 아레나        | 4,635           |
| 볼프스베르거 AC           | 볼프스베르크 | 라판트탈 아레나          | 7,300           |
| WSG 티롤                  | 인스부르크   | 티볼리 슈타디온 티롤     | 16,008          |

참고:
1. ↑  리그 경기에서는 상부의 스탠딩석을 폐쇄한다.